# IAIO Toufan
Le IAIO Toufan ou Toophan (persan : توفان, « typhon ») est une série d'hélicoptères de combat de l'Iran Aviation Industries Organisation (IAIO). Basé sur l'AH-1J SeaCobra construit aux États-Unis, le Toofan a deux variantes, le Toufan I dévoilée en mai 2010, et le Toufan II améliorée et dévoilée en janvier 2013,.
Plusieurs points d'emports sont installés sous les ailes qui peuvent accueillir des paniers à roquettes, des ATGM ou des missiles air-air,.

## Caractéristiques
- Nouveau système laser
- Système de contrôle numérique de lancement de fusée
- Forward looking infrared
- Moniteur à écrans multiples
- Renforcement du blindage du fuselage
- Système d'alerte radar
- Système central de gestion intelligente des armes[5]

## Opérateurs
Iran
- Armée iranienne - 65 Toufan I et 1 Toufan II [réf. nécessaire]
- IRGC - 1 Toufan II [réf. nécessaire]